# Ramsen
Ramsen é uma comuna da Suíça, no Cantão Schaffhausen, com cerca de 1.282 habitantes. Estende-se por uma área de 13,45 km², de densidade populacional de 95 hab/km². Confina com as seguintes comunas: Buch, Diessenhofen (TG), Gailingen am Hochrhein (DE-BW), Gottmadingen (DE-BW), Hemishofen, Rielasingen-Worblingen (DE-BW), Wagenhausen (TG).
A língua oficial nesta comuna é o Alemão.